# Homosexualität in Niger

Geografische Lage von Niger

Homosexualität ist in Niger in weiten Teilen der Gesellschaft tabuisiert, homosexuelle Handlungen sind legal. Das Schutzalter beträgt einheitlich 13 Jahre.

## Legalität
Homosexuelle Handlungen sind legal. Es existiert kein Antidiskriminierungsgesetz in Niger. Eine staatliche Anerkennung von gleichgeschlechtlichen Paaren besteht weder in der Form der Gleichgeschlechtlichen Ehe noch in einer eingetragenen Partnerschaft in Niger.